# خادسه‌وخ
خادسه‌وخ (به هلندی: Goudseweg) یک منطقهٔ مسکونی در هلند است که در کریمپنروارد واقع شده‌است. خادسه‌وخ ۵۰ نفر جمعیت دارد.